# August Nicolaus Herrmannsen
August Nicolaus Herrmannsen (* 24. März 1807 in Flensburg; † 19. September 1854 in Kiel) war ein deutscher Arzt und Malakologe.
Er war der Sohn des Flensburger Lehrers Nicolai Herrmannsen (1773–1848). Nach Besuch der Flensburger Gelehrtenschule studierte er Medizin und Naturwissenschaften in Kiel mit der Promotion 1831 (Guilielmi Harveii systema generationis). Danach war er Arzt in Flensburg, befasste sich aber auch mit Mineralogie und Malakologie. 1848 wurde er Privatdozent in Kiel und Gehilfe am dortigen Zoologischen Museum.
Er veröffentlichte 1846  bis 1849 die Indicis generum malacozoorum primordia in zwei Bänden mit Supplementa und Corrigenda (in Kassel bei Theodor Fischer). Es verzeichnete zu jedem malakologischen Taxon die zugehörige Literatur der Erstveröffentlichung.